# تيكن 3 (فلم)
تيكن 3 (بالإنجليزية: Taken 3) هو فيلم انتج في فرنسا وصدر يوم 9 يناير 2015. الفيلم من إخراج اوليفير ميغاتون وكتابة لوك بيسون وروبرت مارك كامين.

## بطولة
- ليام نيسون
- ماجي غرايس
- فامك جانسن
- فورست ويتكر

## القصة
يعود العميل الحكومي السابق برايان ميلز (ليام نيسون) من جديد، ولكن هذه المرة بعد أن يتم اتهامه بالخطأ في جريمة قتل تنهار معها كل أركان حياته، ويتتبعه شرطي يملك الكثير من الدهاء والمكر، ولكن في المقابل يوظف ميلز كل ما في جعبته من امكانيات فائقة من أجل تتبع القاتل الحقيقي.

## الممثلون والشخصيات
- ليام نيسون (بدور: براين ميلس)
- ماجي غرايس (بدور: كيم)
- فامك جانسن (بدور: لينور)
- فورست ويتكر
- جون غريس (بدور: كاسي)
- ليلاند أورسر (بدور: سام)
- جوني ويستون (بدور: صديق كيم)

## روابط خارجية
- مقالات تستعمل روابط فنية بلا صلة مع ويكي بيانات